# 鲁日蒙
鲁日蒙（法語：Rougemont，法語發音：[ʁuʒmɔ̃] ⓘ）是瑞士联邦西部法语区的沃州下设的一个镇。在行政上属于湖滨高地区管辖。鲁日蒙的总面积为48.53平方公里。截至2010年底，总人口为905。

## 历史
鲁日蒙首次见于1115年的一份文献，当时写作“Rubeus Mons”和“Rogemot”。鲁日蒙意为“红山”，得名于村镇北面的一块红色岩石。

## 地理
鲁日蒙位于莱芒湖以东的山地，平均海拔超过1000米。境内有萨里讷河（La Sarine）穿过。